# 钟山镇 (钟山县)
钟山镇是中国广西壮族自治区贺州市钟山县的一个镇。曾在2002年5月被列为全中国的重点镇。

## 行政区划
下辖21个村委、3个社区，142个自然村。
钟山镇下辖以下地区：
城东社区、城南社区、城北社区、城厢街村、新里村、民和村、龙马村、榕马村、钟山街村、潮滩村、程石村、龙团村、杨岩村、丹龙村、大耀村、牛岩村、乌洞村、升平村、护平村、民富村、太平村、龙井村、罗旧村和龟石村。

## 物产
产木薯、红瓜子、贡柑、脐橙等。